# Shōgo Taniguchi
Shōgo Taniguchi (jap. 谷口 彰悟 Taniguchi Shōgo; ur. 15 lipca 1991 w Kumamoto) – japoński piłkarz, reprezentant kraju. Obecnie występuje w Sint-Truidense VV.

## Kariera klubowa
Od 2014 do 2023 roku grał w zespole Kawasaki Frontale, następnie przeniósł się do Ar-Rajjan SC, by po sezonie odejść do Belgii, aby występować w Sint-Truidense VV.

## Kariera reprezentacyjna
W reprezentacji Japonii zadebiutował w 2015. W sumie w reprezentacji wystąpił w 32 spotkaniach i zdobył 1 gola, wystąpił na Mistrzostwach Świata 2022.

## Statystyki
| Reprezentacja Japonii | Reprezentacja Japonii | Reprezentacja Japonii |
| Rok                   | Mecze                 | Gole                  |
| --------------------- | --------------------- | --------------------- |
| 2015                  | 2                     | 0                     |
| 2017                  | 1                     | 0                     |
| 2021                  | 2                     | 0                     |
| 2022                  | 11                    | 0                     |
| 2023                  | 8                     | 1                     |
| 2024                  | 8                     | 0                     |
| Razem                 | 32                    | 1                     |